# Синькевич, Фёдор Николаевич
Фёдор Николаевич Синькевич (26 октября 1876 — 15 мая 1946, Иерусалим) — русский священник, монархический деятель. Отец архиепископа РПЦЗ Антония.

## Биография
Фёдор Синкевич родился 26 октября 1876 года в селе Цветное Чигиринского уезда Киевской губернии в семье священника Николая Фёдоровича Синькевича. В 1897 году семья переехала в Киев. Фёдор в 1897 году окончил Белоцерковскую гимназию и поступил в Киевский университет на медицинский факультет. Проучившись три года, он перевёлся на историко-филологический факультет, по окончании которого, сдав экзамен по богословским предметам, в 1904 году стал священником Николаевской церкви в селе Лука Киевского уезда. Там он вместе со своей супругой, дочерью урядника Марией Николаевной, преподавал в церковной школе.
Решив, что ему не хватает знаний в области богословия, в 1906 году отец Фёдор поступил в Киевскую духовную академию. В 1909 году окончив академию, некоторое время прослужил в Вознесенской Демиевской церкви, а 12 октября 1909 года был переведён в Свято-Макарьевскую церковь на Юрковице. Там он возглавил Свято-Макарьевское приходское братство, заведовал Николаево-Александровской школой и Юрковицким церковно-приходским училищем, стал членом Дамского юрковицкого комитета при Макарьевском братстве, в 1910 году учредил Киевское Юрковицкое общество взаимопомощи на случай смерти. Синкевич обращался к помощи отца Тимофея Лященко, с которым они были знакомы с Академии, и тот находил средства для помощи нуждающимся. Отец Фёдор организовывал паломнические поездки по святым местам, миссионерские вечерни, а с 1910 года принял участие в образовании Юго-Западного общества трезвости, председателем которого стал его товарищ, И. А. Сикорский. Чтобы прокормить семью, отец Фёдор преподавал Закон Божий в 57 лыбедском мужском училище и в Киевском III городском училище.
Кроме того, Фёдор Синькевич занимался патриотической, монархической деятельностью. Он состоял членом губернского отдела Союза русского народа с момента его основания, возглавлял отдел Союза в селе Лука, входил в Крещатикский отдел СРН. Также входил в Совет Киевской русской монархической партии и возглавлял Киевское Русское спортивное общество «Орёл» при Киевском губернском отделе Союза имени Михаила Архангела. В 1907 году стал участвовать в работе Патриотического общества молодёжи «Двуглавый орёл», с 1912 года был редактором газеты «Двуглавый орёл».
Отец Фёдор участвовал в следствии по убийству Андрея Ющинского, давал показания по поводу смерти Жени Чебряка, публиковал статьи по делу в «Двуглавом орле». Деятельность «Двуглавого орла» вызывала неоднозначную реакцию киевских властей. Синькевич, являвшийся председателем общества, вызывался к губернатору А. Ф. Гирсу, ему было в резкой форме высказано недовольство относительно деятельности общества, и в частности поведения секретаря, В. С. Голубева, который был им лишен права голоса. Губернатор запретил посылать уведомления о собраниях общества полицмейстеру и угрожал жалобой к митрополиту. После публикации в газете статьи В. С. Голубева о попытках властей замять дело об убийстве Андрея Ющинского губернатор А. Ф. Гирс начал борьбу с обществом. Он направил рапорт на имя митрополита Флавиана (Городецкого), в котором обвинял газету «Двуглавый орёл» в разжигании розни по отношению к евреям, неправильном освещении работы полиции и призвал митрополита оказать воздействие на отца Синькевича. В 71 и 72 номерах газеты были опубликованы статьи с резкой критикой киевской администрации, за что Фёдор Синькевич был оштрафован на 250 рублей. В конце концов, рассмотрением деятельности Синькевича занялась Консистория, предписавшая отцу Фёдору отказаться от председательства в обществе «Двуглавый орёл». Он сложил с себя полномочия 10 июня 1912 года, однако губернатор продолжал слать митрополиту жалобы с обвинениями священника в антисемитской деятельности. Отец Фёдор не оставлял общества, постоянно организуя паломнические поездки.
В 1916 году Фёдор Синькевич стал вторым священником Вознесенской церкви на Байковом кладбище. После Февральской революции в Киеве по указу Консистории были проведены выборы в приходские советы. Прихожане Вознесенской церкви избрали председателем отца Фёдора, на что Байковский исполнительный комитет направил заявление благочинному II округа с требованием новых выборов, обвиняя священника в монархической пропаганде.
В 1918 году отец Фёдор участвовал в месячном съезде священников и миссионеров в Киеве. В 1919 году вместе со старшим сыном Александром бежал в Крым, откуда эвакуировался в Югославию с Русской армией Врангеля.
В эмиграции был с 1921 по 1923 год настоятелем церкви в городе Нови-Сад, где также являлся председателем приходского Благовещенского братства. В 1921 году отец Федор избран на Русский Зарубежный Церковный Собор в Сремских Карловцах (Югославия) и участвовал в его работе.
15 марта 1923 года решением Временного Архиерейского Синода РПЦЗ награждён палицей ко дня Святой Пасхи того же года.
В этот период он был избран членом Епископского Совета РПЦЗ и награждён митрой. Также был избран членом Коллегии по делам Русской Православной Церкви и просвещения в составе Лиги русских офицеров. С 1924 года стал служить в церкви Иоанна Крестителя в городе Белая Церковь. Там отец Фёдор организовал пастырские курсы. С 1928 года был настоятелем церкви в городе Земун под Белградом.
В 1935 году он переехал в Палестину, где его старший сын, иеромонах Антоний, был назначен архимандритом и начальником Духовной миссии в Иерусалиме. Умер отец Фёдор Синькевич в Иерусалиме, в 1946 году.

## Семья
С 1897 года был женат на дочери урядника Марии Николаевне Томасевич (1880—1969). Их дети:
- Георгий (1901—1919), воспитанник Киевской 6-й гимназии, участник Белого движения в составе ВСЮР, убит.
- Александр (1903—1996), окончил Крымский кадетский корпус (1924) и Белградский университет (1928). В монашестве Антоний, епископ РПЦЗ.
- Сергей (1905—2001), окончил Крымский кадетский корпус (1926) и Югославскую военную академию (1929), подпоручик. В эмиграции в Югославии, затем в США.
- Константин (1912—2005), окончил Первый Русский кадетский корпус (1932), студент Белградского университета. Служил в Русском корпусе, управляющий кофейной плантацией в Эфиопии, затем в США. Автор воспоминаний.
- Михаил (род. 1926)
- Ольга (род. 1899), воспитанница Ольгинской женской гимназии.

## Труды
- Обращение к духовенству. — Киев, 1907.
- Паломничество в Чернигов. — Киев, 1916.
- Поучение в день Вознесения Господня. — Киев, 1916.
- Слово пастыря. — Киев, 1907.
- Слово пастыря перед панихидой по случаю 300-летия со дня кончины народного героя Козьмы Минина. — Киев, 1916.